# Abby Elliott
Abigail "Abby" Elliot (Nova Iorque, 16 de junho de 1987) é uma atriz norte-americana. Ela fez parte do elenco do programa Saturday Night Live de 2008 a 2012. Três gerações de sua família jfizeram parte do programa; seu pai, o ator e comediante Chris Elliott, participou do elenco em sua vigésima temporada (1994-95), enquanto seu avô, Bob Elliott, da dupla Bob & Ray, participou do episódio de natal da quarta temporada (1978-79).
Com 21 anos (idade de sua primeira aparição no SNL), Abby se tornou a mulher mais jovem a se juntar ao programa e a quarta a ingressar mais cedo entre todos que já passaram pelo elenco, atrás apenas de Anthony Michael Hall(17 anos), Eddie Murphy (19 anos) e Robert Downey Jr. (20 anos) e a segunda no elenco a ter nascido nos anos 80.
Abby também fez participações especiais em King of The Hill e The Goode Family.

## Imitações de Celebridades em SNL
- Angelina Jolie
- Chloë Sevigny (como Nicolette Grant de Big Love)
- Joan Cusack
- Jamie Lynn Spears
- Rachel Maddow
- Brittany Murphy